# Fatte
Fatteh (en árabe: فتّة que significa aplastado o migas, también romanizado como fette, fetté, fatta o fattah) es una clase de platos sureños levantinos  que consiste en piezas pan de fresco, tostado o pan plano rancio cubierto con otros ingredientes.

## Distribución geográfica
Se sabe que el fetté es un plato muy peculiar y antiguo de la zona del Levante de Egipto y del Sur, un área que comprende Damasco, Beirut, Jordania y Palestina, mientras que en su mayoría es desconocido y no se ha escuchado en el Levante del Norte.

## Variaciones regionales

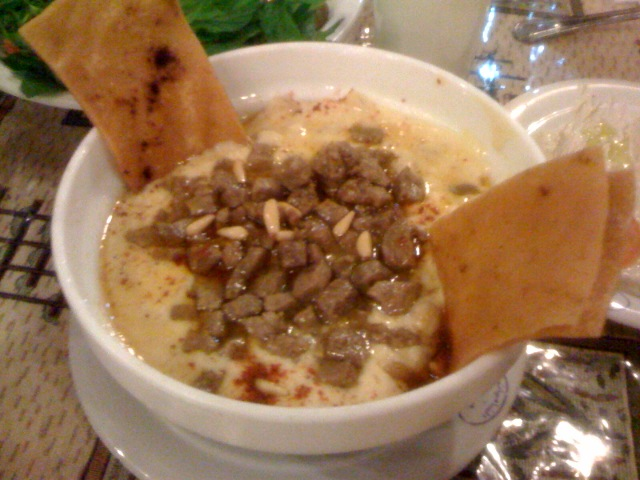
Fatteh sirio servido con cordero a la parrilla y piñones

Los platos Fetté incluyen una amplia variedad de variaciones regionales y locales, algunas de las cuales también tienen sus propios nombres distintivos.
- Levante mediterráneo: el "Fetté" levantino, que se come en los desayunos y en las noches,[2][3] siempre comienza con una pila de pan khubz, cubierto con Labneh (yogur colado), garbanzos al vapor y aceite de oliva que se trituran y se mezclan. En el siguiente paso, casi siempre se vierte una cucharadita de comino en la mezcla. Después de eso, virtualmente cualquier cosa puede ser agregada al tazón. Algunos fettés están hechos de berenjenas y zanahorias en juliana con pollo y piñones a la parrilla, mientras que otros contienen pierna de cordero, diferentes especias y yogur.[3]  El fattoush es una ensalada hecha con trozos de pan de pita que, técnicamente, también forma parte de la familia del "shâmiyât".[3]

- Palestina: el "Fetté Gazzewié" de Gaza, se sirve como arroz común cocinado en caldo de pollo o carne y luego se le agrega sabor a especias suaves, especialmente a la canela. Luego, el arroz se coloca sobre un pan de markook fino que, a su vez, se cubre con mantequilla clarificada y se cubre con varias carnes.[4] Musakhan es también un plato de fetté.

- Egipto: los egipcios preparan un plato llamado "fatta" como una comida festiva. Se prepara en ocasiones especiales, como para celebrar el primer embarazo de una mujer o para un Iftar durante el Ramadán. Está hecho con una sopa de carne con sabor a ajo y vinagre y pan plano crujiente que se sirve en un bol con arroz y una salsa que consiste en molokhia.[5]